# Grand Prix-wegrace van Duitsland 2022
De Grand Prix-wegrace van Duitsland 2022 was de tiende race van het wereldkampioenschap wegrace-seizoen 2022. De race werd verreden op 19 juni 2022 op de Sachsenring nabij Hohenstein-Ernstthal, Duitsland.

## Uitslag

### MotoGP
Álex Rins startte de race niet omdat hij nog te veel last had van een blessure aan zijn schouder, die hij opliep tijdens een crash in de vorige race in Catalonië.
| Pos | Nr | Rijder                | Constructeur | Rondes | Tijd           | Grid | Punten |
| --- | -- | --------------------- | ------------ | ------ | -------------- | ---- | ------ |
| 1   | 20 | Fabio Quartararo      | Yamaha       | 30     | 41:12.861      | 2    | 25     |
| 2   | 5  | Johann Zarco          | Ducati       | 30     | +4.939         | 3    | 20     |
| 3   | 43 | Jack Miller           | Ducati       | 30     | +8.372         | 6    | 16     |
| 4   | 41 | Aleix Espargaró       | Aprilia      | 30     | +9.113         | 4    | 13     |
| 5   | 10 | Luca Marini           | Ducati       | 30     | +11.679        | 7    | 11     |
| 6   | 89 | Jorge Martín          | Ducati       | 30     | +13.164        | 8    | 10     |
| 7   | 33 | Brad Binder           | KTM          | 30     | +15.405        | 15   | 9      |
| 8   | 49 | Fabio Di Giannantonio | Ducati       | 30     | +15.851        | 5    | 8      |
| 9   | 88 | Miguel Oliveira       | KTM          | 30     | +19.740        | 14   | 7      |
| 10  | 23 | Enea Bastianini       | Ducati       | 30     | +21.611        | 17   | 6      |
| 11  | 72 | Marco Bezzecchi       | Ducati       | 30     | +23.175        | 11   | 5      |
| 12  | 25 | Raúl Fernández        | KTM          | 30     | +26.548        | 22   | 4      |
| 13  | 21 | Franco Morbidelli     | Yamaha       | 30     | +29.014        | 20   | 3      |
| 14  | 4  | Andrea Dovizioso      | Yamaha       | 30     | +30.680        | 19   | 2      |
| 15  | 87 | Remy Gardner          | KTM          | 30     | +30.812        | 21   | 1      |
| 16  | 6  | Stefan Bradl          | Honda        | 30     | +52.040        | 18   |        |
| DNF | 44 | Pol Espargaró         | Honda        | 22     | Uitgevallen    | 13   |        |
| DNF | 12 | Maverick Viñales      | Aprilia      | 19     | Uitgevallen    | 9    |        |
| DNF | 30 | Takaaki Nakagami      | Honda        | 6      | Ongeluk        | 10   |        |
| DNF | 73 | Álex Márquez          | Honda        | 6      | Uitgevallen    | 16   |        |
| DNF | 40 | Darryn Binder         | Yamaha       | 5      | Schade ongeluk | 23   |        |
| DNF | 63 | Francesco Bagnaia     | Ducati       | 3      | Ongeluk        | 1    |        |
| DNF | 36 | Joan Mir              | Suzuki       | 3      | Ongeluk        | 12   |        |
| DNS | 42 | Álex Rins             | Suzuki       | 0      | Blessure       |      |        |

### Moto2
Fermín Aldeguer en Jeremy Alcoba kregen allebei drie seconden tijdstraf omdat zij een long lap penalty hadden genegeerd, die zij kregen omdat zij de baanlimieten hadden overschreden.
| Pos | Nr | Rijder                  | Constructeur | Rondes | Tijd        | Grid | Punten |
| --- | -- | ----------------------- | ------------ | ------ | ----------- | ---- | ------ |
| 1   | 37 | Augusto Fernández       | Kalex        | 28     | 39:44.019   | 3    | 25     |
| 2   | 51 | Pedro Acosta            | Kalex        | 28     | +7.704      | 11   | 20     |
| 3   | 22 | Sam Lowes               | Kalex        | 28     | +7.844      | 1    | 16     |
| 4   | 23 | Marcel Schrötter        | Kalex        | 28     | +7.959      | 5    | 13     |
| 5   | 54 | Fermín Aldeguer         | Boscoscuro   | 28     | +11.169     | 13   | 11     |
| 6   | 75 | Albert Arenas           | Kalex        | 28     | +11.635     | 2    | 10     |
| 7   | 21 | Alonso López            | Boscoscuro   | 28     | +12.805     | 12   | 9      |
| 8   | 79 | Ai Ogura                | Kalex        | 28     | +13.639     | 14   | 8      |
| 9   | 40 | Arón Canet              | Kalex        | 28     | +13.764     | 6    | 7      |
| 10  | 14 | Tony Arbolino           | Kalex        | 28     | +13.800     | 7    | 6      |
| 11  | 96 | Jake Dixon              | Kalex        | 28     | +18.553     | 4    | 5      |
| 12  | 18 | Manuel González         | Kalex        | 28     | +18.661     | 17   | 4      |
| 13  | 16 | Joe Roberts             | Kalex        | 28     | +21.789     | 9    | 3      |
| 14  | 6  | Cameron Beaubier        | Kalex        | 28     | +23.127     | 10   | 2      |
| 15  | 35 | Somkiat Chantra         | Kalex        | 28     | +19.894     | 21   | 1      |
| 16  | 64 | Bo Bendsneyder          | Kalex        | 28     | +28.606     | 18   |        |
| 17  | 4  | Sean Dylan Kelly        | Kalex        | 28     | +39.217     | 23   |        |
| 18  | 84 | Zonta van den Goorbergh | Kalex        | 28     | +46.429     | 24   |        |
| 19  | 61 | Alessandro Zaccone      | Kalex        | 28     | +46.785     | 26   |        |
| 20  | 52 | Jeremy Alcoba           | Kalex        | 28     | +47.302     | 30   |        |
| 21  | 55 | Álex Toledo             | Kalex        | 28     | +56.066     | 29   |        |
| DNF | 13 | Celestino Vietti        | Kalex        | 21     | Ongeluk     | 8    |        |
| DNF | 81 | Keminth Kubo            | Kalex        | 20     | Ongeluk     | 28   |        |
| DNF | 42 | Marcos Ramírez          | MV Agusta    | 19     | Uitgevallen | 22   |        |
| DNF | 12 | Filip Salač             | Kalex        | 18     | Uitgevallen | 16   |        |
| DNF | 7  | Barry Baltus            | Kalex        | 17     | Uitgevallen | 19   |        |
| DNF | 19 | Lorenzo Dalla Porta     | Kalex        | 10     | Uitgevallen | 15   |        |
| DNF | 28 | Niccolò Antonelli       | Kalex        | 10     | Ongeluk     | 27   |        |
| DNF | 24 | Simone Corsi            | MV Agusta    | 7      | Uitgevallen | 25   |        |
| DNF | 9  | Jorge Navarro           | Kalex        | 3      | Ongeluk     | 20   |        |

### Moto3
Elia Bartolini werd een positie teruggezet omdat hij in de laatste ronde de baanlimieten had overschreden.
| Pos | Nr | Rijder           | Constructeur | Rondes | Tijd           | Grid | Punten |
| --- | -- | ---------------- | ------------ | ------ | -------------- | ---- | ------ |
| 1   | 28 | Izan Guevara     | GasGas       | 27     | 39:14.946      | 1    | 25     |
| 2   | 7  | Dennis Foggia    | Honda        | 27     | +4.853         | 2    | 20     |
| 3   | 11 | Sergio García    | GasGas       | 27     | +4.964         | 8    | 16     |
| 4   | 71 | Ayumu Sasaki     | Husqvarna    | 27     | +5.941         | 4    | 13     |
| 5   | 24 | Tatsuki Suzuki   | Honda        | 27     | +9.081         | 5    | 11     |
| 6   | 96 | Daniel Holgado   | KTM          | 27     | +12.826        | 3    | 10     |
| 7   | 53 | Deniz Öncü       | KTM          | 27     | +13.426        | 24   | 9      |
| 8   | 31 | Adrián Fernández | KTM          | 27     | +14.664        | 14   | 8      |
| 9   | 44 | David Muñoz      | KTM          | 27     | +21.055        | 7    | 7      |
| 10  | 48 | Iván Ortolá      | KTM          | 27     | +21.272        | 26   | 6      |
| 11  | 16 | Andrea Migno     | Honda        | 27     | +21.452        | 12   | 5      |
| 12  | 5  | Jaume Masiá      | KTM          | 27     | +21.529        | 18   | 4      |
| 13  | 43 | Xavier Artigas   | CFMoto       | 27     | +31.870        | 16   | 3      |
| 14  | 23 | Elia Bartolini   | KTM          | 27     | +31.792        | 23   | 2      |
| 15  | 82 | Stefano Nepa     | KTM          | 27     | +31.949        | 21   | 1      |
| 16  | 10 | Diogo Moreira    | KTM          | 27     | +32.120        | 19   |        |
| 17  | 72 | Taiyo Furusato   | Honda        | 27     | +32.228        | 20   |        |
| 18  | 20 | Lorenzo Fellon   | Honda        | 27     | +32.321        | 22   |        |
| 19  | 17 | John McPhee      | Husqvarna    | 27     | +45.223        | 13   |        |
| 20  | 27 | Kaito Toba       | KTM          | 27     | +51.842        | 27   |        |
| 21  | 67 | Alberto Surra    | Honda        | 27     | +54.564        | 25   |        |
| 22  | 22 | Ana Carrasco     | KTM          | 27     | +1:17.865      | 30   |        |
| 23  | 64 | Mario Aji        | Honda        | 22     | +5 ronden      | 29   |        |
| DNF | 99 | Carlos Tatay     | CFMoto       | 17     | Schade ongeluk | 17   |        |
| DNF | 6  | Ryusei Yamanaka  | KTM          | 14     | Uitgevallen    | 6    |        |
| DNF | 70 | Joshua Whatley   | Honda        | 14     | Uitgevallen    | 28   |        |
| DNF | 66 | Joel Kelso       | KTM          | 9      | Schade ongeluk | 11   |        |
| DNF | 18 | Matteo Bertelle  | KTM          | 4      | Ongeluk        | 9    |        |
| DNF | 19 | Scott Ogden      | Honda        | 4      | Ongeluk        | 10   |        |
| DNF | 54 | Riccardo Rossi   | Honda        | 0      | Ongeluk        | 15   |        |

## Tussenstanden na wedstrijd

### MotoGP
| Pos | Nr | Rijder           | Team    | Punten |
| --- | -- | ---------------- | ------- | ------ |
| 1   | 20 | Fabio Quartararo | Yamaha  | 172    |
| 2   | 41 | Aleix Espargaró  | Aprilia | 138    |
| 3   | 5  | Johann Zarco     | Ducati  | 111    |
| 4   | 23 | Enea Bastianini  | Ducati  | 100    |
| 5   | 33 | Brad Binder      | KTM     | 82     |

### Moto2
| Pos | Nr | Rijder            | Team  | Punten |
| --- | -- | ----------------- | ----- | ------ |
| 1   | 13 | Celestino Vietti  | Kalex | 133    |
| 2   | 79 | Ai Ogura          | Kalex | 125    |
| 3   | 37 | Augusto Fernández | Kalex | 121    |
| 4   | 40 | Arón Canet        | Kalex | 116    |
| 5   | 14 | Tony Arbolino     | Kalex | 95     |

### Moto3
| Pos | Nr | Rijder        | Team   | Punten |
| --- | -- | ------------- | ------ | ------ |
| 1   | 11 | Sergio García | GasGas | 166    |
| 2   | 28 | Izan Guevara  | GasGas | 159    |
| 3   | 7  | Dennis Foggia | Honda  | 115    |
| 4   | 5  | Jaume Masiá   | KTM    | 107    |
| 5   | 53 | Deniz Öncü    | KTM    | 91     |

1925 · 1926 · 1927 · 1928 · 1929 · 1930 · 1931 · 1933 · 1934 · 1935 · 1936 · 1937 · 1938 · 1939 · 1949 · 1950 · 1951 · 1952 · 1953 · 1954 · 1955 · 1956 · 1957 · 1958 · 1959 · 1960 · 1961 · 1962 · 1963 · 1964 · 1965 · 1966 · 1967 · 1968 · 1969 · 1970 · 1971 · 1972 · 1973 · 1974 · 1975 · 1976 · 1977 · 1978 · 1979 · 1980 · 1981 · 1982 · 1983 · 1984 · 1985 · 1986 · 1987 · 1988 · 1989 · 1990 · 1991 · 1992 · 1993 · 1994 · 1995 · 1996 · 1997 · 1998 · 1999 · 2000 · 2001 · 2002 · 2003 · 2004 · 2005 · 2006 · 2007 · 2008 · 2009 · 2010 · 2011 · 2012 · 2013 · 2014 · 2015 · 2016 · 2017 · 2018 · 2019 · 2021 · 2022 · 2023 · 2024 · 2025